# Крейг Калхун
Крейг Джексон Калхун (англ. Craig Jackson Calhoun; нар. 1952) — американський соціолог, автор численних праць із питань націй та націоналізму, вищої освіти та суспільного значення знання. Прихильник використання соціальних наук для вирішення проблем, що хвилюють суспільство. Президент Інституту Берггрюна.

## Біографія
Народився 1952 року в місті Watseka, штат Іллінойс. Вивчав антропологію та кіно в Університеті Південної Каліфорнії, (бакалавр, 1972), антропологію та соціологію в Колумбійському університеті (магістр, 1974), соціальну антропологію в Манчестерському університеті (магістр, 1975). Здобув докторський ступінь з соціології та модерної соціальної й економічної історії в Оксфордському університеті в 1980 році. Викладав в університеті Північної Кароліни в Чапел-Гілл з 1977 по 1996 рік. Переїхав до Нью-Йорка в 1996 році, був завідувачем кафедри соціології в період масштабної перебудови. Був директором Інституту суспільних знань Нью-Йоркського університету, який заохочує співпрацю між науковцями з різних дисциплін, а також між науковцями і неакадемічними професіоналами. У вересні 2012 року став директором і президентом Лондонської школі економіки. Також викладав у Пекінському університеті іноземних досліджень, Вищій школі соціальних наук, Університеті Асмери, Хартумському університеті, Університеті Осло.

## Основні публікації
Монографії
- Calhoun, Craig. (2007) Nations Matter: Culture, History, and the Cosmopolitan Dream.  Routledge.
- Calhoun, Craig. (2001) Nationalism. Open University Press and University of Minnesota Press.  ISBN 0816631204
- Calhoun, Craig. (1995) Critical Social Theory. Basil Blackwell.
- Calhoun, Craig. (1994) Neither Gods Nor Emperors: Students and the Struggle for Democracy in China. University of California Press.
- Calhoun, Craig. (1989; 7th ed., 1996) Sociology. McGraw-Hill Companies.
- Calhoun, Craig. (1982) The Question of Class Struggle: Social Foundations of Popular Radicalism During the Industrial Revolution. University of Chicago Press and Basil Blackwell.

Переклади українською
- Університет у кризі? [Архівовано 5 травня 2018 у Wayback Machine.] // Спільне. — 5 листопада 2013
- Крейґ Калхун: «Потрібно ставити питання про мету існування університету» [Архівовано 5 травня 2018 у Wayback Machine.] // Спільне. — 9 січня 2013